# Fledermausquartier Kellerberg Grüntal
Fledermausquartier Kellerberg Grüntal este o arie protejată (arie specială de conservare — SAC, sit de importanță comunitară — SCI) din Germania întinsă pe o suprafață de 0,8 ha, integral pe uscat.

## Localizare
Centrul sitului Fledermausquartier Kellerberg Grüntal este situat la coordonatele 52°44′31″N 13°43′51″E / 52.7419°N 13.7308°E.

## Înființare
Situl Fledermausquartier Kellerberg Grüntal a fost declarat sit de importanță comunitară în martie 2004.

## Biodiversitate
Situată în ecoregiunea continentală, aria protejată nu include niciun habitat protejat.
La baza desemnării sitului se află mai multe specii protejate de  mamifere (2): liliac cu urechi mari (Myotis bechsteinii), liliac comun (Myotis myotis).